# Adoxia attenuata
Adoxia attenuata is een keversoort uit de familie bladkevers (Chrysomelidae). De wetenschappelijke naam van de soort werd in 1880 gepubliceerd door Thomas Broun.